# Полтавська школа садівництва

Будинок школи садівництва сьогодні

Полтавська школа садівництва — навчальний заклад, який існував у Полтаві в 1820—1841 роках.

## Історична довідка
Школа садівництва була заснована у 1820 році на території Полтавського міського саду (тепер парк «Перемога»). Навчальний заклад мав готувати фахівців з садівництва та паркового господарства — в поміщицьких садибах з парками і садами були необхідні кваліфіковані кадри з садово-паркового господарства. В школі садівництва навчалися головним чином кріпаки, які потім поверталися до своїх господарів і працювали садівниками в поміщицьких маєтках.
Завідувачем школи був головний садівник Полтави Клінгенберг. Практичні заняття з садівництва проводив садівник Неванізі, якого для цього періодично викликали з Батурина, де він працював у маєтку Кирила Розумовського. Учні доглядали за садом, який було віддано для практичних занять, проводили різні досліди на ділянках і в оранжереях. Завдяки роботі школи на Полтавщині поширювалися нові сорти фруктових культур, здійснювалося районування деяких кримських сортів винограду. На південно-західному схилі міського саду був сформований виноградник, посадковий матеріал з якого продавався любителям-виноградарям.
Спочатку школа розташовувалася у пристосованих приміщеннях, а в 1830-х роках для неї спорудили двоповерховий мурований прямокутний будинок у стильових формах пізнього класицизму (нині — будинок Міської інфекційної лікарні, проспект Віталія Грицаєнка, 22). У декоративних фасадах будинку використані прийоми, характерні для класицизму: горизонтальна рустовка стін першого поверху, виразні лінії віконних обрамлень. Центр протяжних фасадів акцентований ризалітами (виступами). Оскільки композиційно-планувальне рішення й архітектурний образ будинку школи садівництва близький до розташованого по сусідству інституту шляхетних дівчат (нині Полтавський національний технічний університет імені Юрія Кондратюка), побудованого за проектом архітектора Людвіга Шарлеманя, краєзнавці висувають припущення, що вони належать одному авторові.
Полтавська школа садівництва проіснувала до 1841 року. У 1841 році споруди і землі в кількості 24 десятин 217 квадратних сажнів було передано Полтавському інституту шляхетних дівчат, а саму школу перевели до Катеринослава, до Казенного ботанічного саду, та назвали її «Катеринославським училищем садівництва другого розряду».